# Herbert Scherpe
Herbert Scherpe (* 20. Mai 1907 in Gleiwitz; † 23. Dezember 1997 in Mannheim) war ein deutscher SS-Oberscharführer, der als Sanitätsdienstgrad im KZ Auschwitz eingesetzt war.

## Leben
Scherpe wurde 1907 als Sohn eines Elektroingenieurs geboren. Er besuchte die Volksschule in Gleiwitz und absolvierte anschließend eine Ausbildung im Fleischerhandwerk. Anschließend war er im Betrieb seines Vaters und auch in anderen Firmen als Hilfsarbeiter tätig. Er wurde 1931 Mitglied der NSDAP und auch der SS. Ab 1936 bis zum Kriegsbeginn war Scherpe bei einem Wachkommando der SS beschäftigt, dessen Aufgabe es war Militäreinrichtungen zu schützen. Ab 1939 war er Angehöriger der SS-Totenkopfverbände und erhielt in Dachau eine kurze militärische Ausbildung. Über das SS-Wirtschafts- und Verwaltungshauptamt durchlief er in Oranienburg eine Ausbildung zum Sanitäter.

## Auschwitz
Ab Sommer 1940 war er im KZ Auschwitz nach der Ausbildung in der Abteilung Standortarzt (Abt. V) als „SS-Sanitätsdienstgrad“ (in der Funktion eines Krankenpflegers) zunächst als Sanitäter im SS-Revier eingesetzt. Ab Anfang 1942 war Scherpe im Häftlingskrankenbau des Stammlagers von Auschwitz, von April 1943 bis März 1944 im Häftlingskrankenbau des Nebenlagers Golleschau und ab April 1944 im Häftlingskrankenbau des Nebenlagers Blechhammer als Sanitätsdienstgrad eingesetzt. Seine Tätigkeit als Sanitätsdienstgrad umfasste auch die Selektion entkräfteter Häftlinge und deren Tötung mittels Phenolinjektionen.
Nachdem Scherpe am 23. Februar 1943 und am 1. März 1943 Kinder und Jugendliche durch Injektionen getötet hatte, erklärte er sich nach Zeugenaussage von Hermann Langbein außer Stande, solche Tätigkeit an Kindern weiterhin vorzunehmen und wurde davon befreit.
Im Zuge der Räumung des Lagers Auschwitz begleitete er eine Häftlingskolonne auf dem Todesmarsch in das KZ Groß-Rosen. Nach seiner Gefangennahme wurde Scherpe wegen der Zugehörigkeit zur SS in einem Internierungslager in Schleswig-Holstein interniert und bereits im Juli 1945 entlassen. Bis zur Untersuchungshaft im August 1961 arbeitete er als Pförtner in einer Maschinenfabrik in Mannheim. Im 1. Auschwitzprozess vor dem Schwurgericht Frankfurt am Main wurde Scherpe wegen „gemeinschaftlicher Beihilfe zum gemeinschaftlichen Mord“ zu viereinhalb Jahren Zuchthaus und Verlust der bürgerlichen Ehrenrechte auf vier Jahre verurteilt. Aufgrund der Untersuchungshaft wurde Scherpe nach der Urteilsverkündung am 19. August 1965 freigelassen.